# Яник-Тепе
Яник-Тепе — археологическое поселение (телль) куро-араксской культуры, расположенное к северо-востоку от озера Урмия (Северный Иран), в 32 км к юго-западу от Тебриза. Поселение на территории Яник-Тепе существовало на протяжении всех трёх этапов развития куро-араксской культуры, на позднем этапе Яник-Тепе стал центром формирования одного из трёх её местных вариантов, получившего название «яникской культуры». Подробные археологические исследования поселения провёл британский археолог Чарльз Берни в 1960—1962 годах.

## Ранний период развития
Наиболее древними уровнями поселения в Яник-Тепе, раскопанными в его основном кургане, являются девять следовавших друг за другом халколитических слоев (некоторые с промежуточными фазами), характеризующихся наличием красной лощеной керамики. Их общая глубина залегания составляет около 9 метров. В нижних уровнях керамические изделия были толще и хуже обожжены, чем в верхних, что однако не противоречит общей канве развития ранней керамической традиции Яник-Тепе. Некоторые осколки раскрашенной керамики нижних слоёв датируются 5-м тысячелетием до н. э. Позднее получили распространение стандартные керамические изделия красного и желто-коричневого цвета, обнаруженные вплоть до последнего халколитического уровня (Яник-Тепе XXV). Даже если имел место некоторый перерыв между гибелью небольшого поселения в районе Яник-Тепе, ранний (халколитический) период здесь продлился довольно долго, демонстрируя строгий консерватизм в производстве.
Наиболее распространёнными формами керамических изделий этого периода в Яник-Тепе были простые открытые неглубокие сосуды и кувшины с коротким горлышком, кроме которых также производились большие мелкие блюда, чаши на ножках, кубки, горшки и тому подобные сосуды. Изредка на керамических изделиях присутствуют украшения в виде схематичного выпуклого изображения человеческого лица с кусочками обсидиана на месте глазниц, которые вставляли в глину до обжига керамического изделия. Чаще всего керамика Яник-Тепе была раскрашена в красный цвет с черными или темно-коричневыми узорами. Одним из приёмов украшения керамических изделий в Яник-Тепе этого периода было нанесение скрытых насечек на ещё влажную глину, что улучшало прилегание шликера.
В 400 метрах от главного кургана Яник-Тепе по направлению к озеру Урмия был исследован небольшой курган, где на площади 15 × 5 метров было обнаружено девять археологических фаз с общей глубиной залегания 5,5 метров. Радиоуглеродный анализ дал две даты — 5184 г. до н. э. ± 82 и 5297 г. до н. э. ± 71. Найденные здесь артефакты типологически сравнимы с находками в Тепе-Сарабе и Джармо, что даёт основание для отнесения их к периоду «позднего неолита» и признания данных слоёв Яник-Тепе древнейшей культурной фазой в районе северного побережья Урмии. Немногочисленные находки керамики в этих слоях несовершенны по текстуре (в глине содержится много соломы) и обжигу и к тому же ограничены в своих формах. Чаще всего это тяжелые миски и кувшины с короткими горлышками, прямыми и толстыми стенками, а также плоские блюда и ладьевидные сосуды. В нижних слоях преобладает желто-коричневая и зеленоватая окраска керамики, однако в верхних слоях встречается и раскрашенные сосуды, иногда содержащие узоры в форме шевронов. Некоторая часть красной лощёной керамики сверху покрыта известковой краской, делая эту керамику сравнимой с керамикой Тепе-Сараба (явная параллель со «шликерной краской» Роберта Брейдвуда). Обнаруженные в Яник-Тепе каменные орудия и фигурки также сходны с орудиями Тепе-Сараба, особенно браслеты и чаша из алебастра. В Яник-Тепе найдены свидетельства развитой обработки кости, из которой здесь изготавливали украшения, шила и иголки. Архитектуру данных слоёв Яник-Тепе характеризуют добротные прямоугольные в плане дома из сырцового кирпича с полами из твердого известняка, сравнимые с домами в стоянке Хаджи-Фируз. Следует заметить, что столь аккуратных сооружений не обнаружено ни в Тепе-Сарабе, ни в Джармо.

## Период II куро-аракской культуры
По мнению Джеффри Саммерса, движение представителей Куро-аракской культуры в Иран и регион Ван, которое он интерпретирует как довольно внезапное, началось незадолго до 3000 г. до н. э. и, возможно, было вызвано «Крушением Позднего Урука», или концом Урукского периода, который закончился фазой Урук IV около 3100 г. до н. э..
Период II куро-аракской культуры продолжался с XXVII до XXIV века до н. э.. В начале периода II поселение Яник-Тепе, покинутое в конце период I Куро-аракской культуры, вновь было заселено после долгого перерыва. Судя по всему, в первые века 3-го тысячелетия до н. э. здесь наблюдался спад оседлой жизни. Для абсолютной хронологии этого периода в Яник-Тепе существуют четыре даты, установленные радиоуглеродным анализом — 2621 г. до н. э. ± 79, 2495 г. до н. э. ± 61, 2381 г. до н. э. ± 62 и 2324 г. до н. э. ± 78. Судя по всему, второй период куро-аракской культуры пришёл в Яник-Тепе довольно скоро после его начала в Закавказье. К данному периоду в Яник-Тепе относятся 12 обнаруженных строительных фаз.
Для Яник-Тепе этого периода характерно отсутствие находок некерамических артефактов, как впрочем для большинства поселений второго периода куро-аракской культуры. Характерно также полное отсутствие гробниц на территории самого поселения — захоронения теперь производились за стенами поселения. В рассматриваемый период поселение Яник-Тепе было существенно укреплено, что говорит о наличии некой постоянной внешней угрозы для его жителей, а также свидетельствует об определённом уровне организации яникской общины. Археологами обнаружен короткий отрезок оборонительной стены, толщина которой доходила до 5 метров. Эта оборонительная стена превышала по мощности все известные оборонительные системы поселений Древнего Кавказа. В древности эта стена была разрушена во время сильного пожара, после чего её внешнюю сторону укрепили каменной кладкой, а внутреннюю сторону — кладкой из сырцового кирпича. Узкий проход со ступенчатым сводом, имевшийся в стене, был наскоро заложен, а позднее с внутренней стороны данного прохода было возведено полукруглое сторожевое помещение для охранников. Предположительно, стена была построена из камней, привезённых за несколько километров. Оборонительные стены, относящиеся к слою Яник-Тепе XVII, и полное уничтожение последующего слоя свидетельствуют о постоянной опасности нападений окружавших его кочевников. Окружённый массивными оборонительными сооружениями, Яник-Тепе приобрёл вид и значение небольшого города.
Кроме оборонительных стен, в архитектурном плане для Яник-Тепе периода II куро-аракской культуры характерны круглые в плане дома с прямоугольными крылечками со стороны входной двери, внешне напоминавшие ульи. В этих домах были стационарные очаги, обычно расположенные у дверей (вероятно, для выхода дыма наружу через дверной проём). Всего в Яник-Тепе было раскопано 57 таких круглых домов, при этом было установленное последовательное увеличение их диаметра: дома самых ранних уровней имели диаметр около 3,5 метров и располагались на довольно большом расстоянии друг от друга, в поздних же слоях круглые дома были намного больше и имели центральные опоры для крыши. Пол в этих домах обычно делался ниже уровня двора, а дверь имела высокий порог. Вдоль внутренней стены дома обычно стояла круговая скамья, в более крупных домах также имелся ларь для хранения, от одной из стен слегка опускалась гладкая поверхность с канавкой-дренажом, по-видимому, использовавшаяся для приготовления пищи. В домах было довольно тесно и часто случались пожары, когда порыв ветра через дверь раздувал огонь в очаге. Вероятно, в результате этого воспламенялась крыша дома, строившаяся, как и в Закавказье, из прутьев. В некоторых домах кухня была отделена от остального помещения перегородкой из кольев с невысоким глинобитным фундаментом. Судя по всему, в домах было постоянно темно, на что указывает множество найденных в них керамических ламп. Раскопки в слое Яник-Тепе XVII показали, что увеличение размеров и численности круглых домов существенно затруднило сообщение между разными частями города.
Помимо жилых домов, в центре города Яник-Тепе на верхней части холма было обнаружено круглое здание, окружённое двумя высокими стенами и внутри разделённое на отдельные сектора. По общему мнению, это здание служило одним из общинных зернохранилищ.
Что касается керамики, то её в Яник-Тепе было найдено довольно много и теперь она считается лучшим образцом гончарного мастерства куро-аракской культуры. Украшения керамических изделий были в основном резными и не всегда всесторонне удовлетворительного качества, однако лучшие произведения яникских гончаров вполне могут соперничать с творениями мастеров доисторической Армении. Если в Яник-Тепе брать за критерий раздела между периодами II и III куро-аракской культуры не керамические, а архитектурные традиции, можно выделить три местные стадии или фазы периода II названной культуры. Следует заметить, что в первой стадии (Яник-Тепе XXVI—XXI), относительно мало представленной количеством найденных артефактов, резные линии украшений керамики были более тонкими и изящными, чем в последующей фазе Яник-Тепе XX—XVI, продолжавшейся намного дольше.

## Период III куро-аракской культуры
Период III куро-аракской культуры в среднем продолжался с XXIV до конца XXI века до н. э., однако в Яник-Тепе он, вероятно, продлился до XIX в. до н. э., что может свидетельствовать в пользу консервативности данного поселения. Для абсолютной хронологии этого периода в Яник-Тепе существуют всего две даты, установленные радиоуглеродным анализом — 2086 г. до н. э. ± 104 и 1816 г. до н. э. ± 63.
Относящихся к этому периоду культурных слоёв (Яник-Тепе XIII—VII) вместе с субфазами всего девять. Слои, раскопанные на вершине кургана, говорят о том, что относящееся к ним поселение существовало в мирное время — его дома периодически ремонтировались и переделывались. Характерной архитектурной особенностью этого поселения в данный период стал неожиданный переход от круглых к прямоугольным в плане домам (слои Яник-Тепе XIII—VII). Судя по всему, переход к прямоугольным домам свидетельствует о длительном мирном периоде, когда окончательно возобладала приверженность жителей Яник-Тепе к оседлой жизни и полный отход от кочевничества. Одновременно канули в лету характерные для предыдущего периода резные украшения на керамике, имитировавшие связанную с кочевым образом жизни резьбу по дереву. В слоях этого периода раскопано главное здание Яник-Тепе, достаточно большое и располагавшее полуподвальным этажом. От периода II куро-аракской культуры в домах Яник-Тепе в неизменном виде сохранились только очаг, печь и гладкая кухонная поверхность. Одна из обнаруженных печей использовалась для выпечки хлеба довольно своеобразным способом, используемым в данном регионе до наших дней: лепёшка помещалась на разогретую на огне гальку, в результате чего она получалась с неровной поверхностью, слегка подгоревшей в тех местах, где лепёшка непосредственно соприкасалась с галькой.
Помимо исчезновения резных украшений, в изготовлении керамики появилось одно новшество — чернолощеные керамические изделия приобрели серебристый блеск, что, судя по всему, достигалось посредством применения графита. В Яник-Тепе этого периода обнаружены изделия из кости — в основном маленькие шила и буравы, костяные молотки и пряслица (кроме костяных широко использовались и каменные пряслица).
После окончания периода III куро-аракской культуры Яник-Тепе был покинут. Джеффри Саммерс предлагает 1600 год до н. э. в качестве даты, когда куро-аракская культура прекратила своё существование как в Яник Тепе, так и в похожем поселении Хафтаван-Тепе, а также в регионе озера Ван.

## Металлургия
Куро-аракская культура была знакома с металлургией, однако в регионе Яник Тепе это не очень заметно. Металлических находок мало. Такая же ситуация наблюдается в регионах вокруг озёр Ван и Урмия. Чистая медь не используется в этих регионах, она легируется мышьяком, а не оловом, для получения бронзы. Исходя из этого, было бы неправильным считать, что эти области играли ключевую роль в развитии металлургии. Кроме того, в Яник Тепе сохранилось крайне мало свидетельств торговли с другими культурными центрами: это касается как металлических изделий, так и любых других ценных предметов.

## Протописьменность
В Яник-Тепе обнаружен сосуд со специфическим орнаментом, состоящим из процарапанных знаков, которые можно отнести к протописьменным. Чарльз Берни высказал мнение, что данные знаки свидетельствуют о стремлении местных племён создать собственную письменность. Согласно Ч. Берни, среди местного населения Персидского нагорья в III тысячелетии до н. э. была распространена письменность, знаки которой сохранились в орнаменте местной керамики I периода раннего бронзового века, причём эта письменность не была схожа с протоэламской.